# Ядрена медицина
Ядрената медицина (също нуклеарна медицина) е раздел на медицината, свързан с използването на радиоизотопи. При нея с помощта на радиозотопите се изобразяват специфични структури на тялото или се лекуват болестни процеси в организма.
Изобразяването на човешкото тяло или части от него в нуклеарната медицина се нарича сцинтиграфия и се извършва с диагностична цел. В основата му е визуализацията, дължаща се на радиоактивния разпад на частици, въведени под формата на т.нар. радиофармацевтици в тялото. Радиофармацевтиците представляват комбинация от радиоизотоп и помощно химично съединение, които заедно постъпват в човешкото тяло и попадат в специфични органи, като се натрупват в тях или взаимодействат със специфични клетъчни рецептори.

## Приложение
Ядрената медицина се прилага основно за:
- функционална диагностика: сцинтиграфия и позитронно-емисионна томография;
- диагностика in vitro: радиоимунология;
- лечение на рак на щитовидната жлеза с помощта на изотопа 131I.

Днес ядрената медицина позволява да се изследват практически всички органи на човешкото тяло и намира приложение в неврологията, кардиологията, онкологията, ендокринологията, пулмологията и други раздели на медицината.
С помощта на методите на ядрената медицина се изучава кръвоснабдяването на органите, метаболизмът на жлъчката, функцията на бъбреците, пикочния мехур, щитовидната жлеза.

## Някои използвани изотопи
- 99mTc
- 201Tl
- 123I
- 67Ga
- 111mIn